# Tanytarsus virens
Tanytarsus virens är en tvåvingeart som beskrevs av Jean-Jacques Kieffer 1909. Tanytarsus virens ingår i släktet Tanytarsus och familjen fjädermyggor.
Artens utbredningsområde är Tyskland. Inga underarter finns listade i Catalogue of Life.